# 高橋奈津江
高橋 奈津江（たかはし なつえ、7月31日 - ）は、日本の声優、舞台女優。Ally Agent所属。

## 人物
- 2018年8月31日、イエローテイルを離れ[2]、フリーとなる。

## 出演
太字はメインキャラクター。

### テレビアニメ
- お見合い相手は教え子、強気な、問題児。（2017年、菜乃の母）
- 好きな子がめがねを忘れた（2023年、美術の先生）

### ゲーム
- L2 Love×Loop（2009年）
- 華ヤカ哉、我ガ一族（2010年）
  - 華ヤカ哉、我ガ一族 キネマモザイク（2011年）
- Princess Arthur（2013年、占い師）
- Ninja Girl and the Mysterious Army of Urban Legend Monsters! 〜 Hunt of the Headless Horseman.〜（2019年、老婆）
- 薔薇と椿 〜お豪華絢爛版〜（2023年、椿小路華江、春日向日葵）

### 吹き替え
- パンプキンヘッド（ダリア・ウォレス）
- レスラー（2009年、病院職員、マシューの母 他）

### ドラマCD
- ホワイトブレス 〜with faint hope〜（2004年、ののかの母親）

### ナレーション
- 申告ソフト「やよいの青色申告07」

### 舞台
- アゲイン
- オールウェイズ
- 時よ朝に還れ
- 明治ベルエポック
- ファナティック・ミューズ～狂神的な女神たち～
- Kitty
- 星に願いを
- two
- ミューズ・ウォーリアーズ！～新・女神伝説～
- オールウェイズ～ファイナル～
- 風の盆唄
- 自由交換ホタル
- 家に来るって本気ですか？